# Edgar von Harold
Edgar von Harold (ur. 1830, zm. 1 sierpnia 1886) – niemiecki entomolog, specjalizował się w systematyce chrząszczy. Razem z Maxem Gemmingerem opublikował wielotomowy Catalogus Coloepterorum Hucusque Descriptorum. Był redaktorem czasopism "Coleopterische Hefte" (1867-1879) i Mittheilungen des Münchener Entom. Vereins (1877-1881).